# Stedman Machine Company

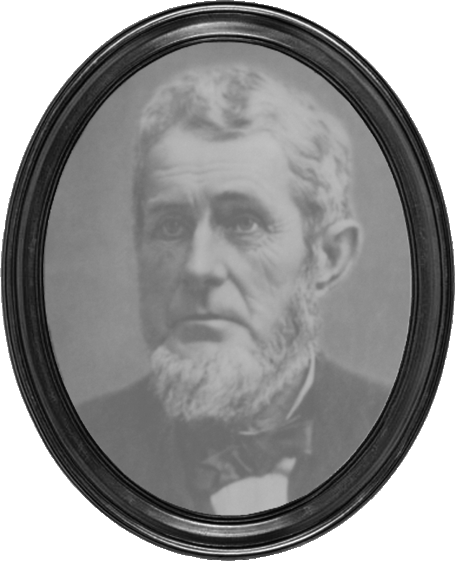
Натан Роквелл Стедман

Компанія Stedman Machine — виробник дробильного обладнання в Аврорі, штат Індіана, США, заснована Натаном Роквеллом Стедманом у 1834 році.
Stedman завдячує своїм походженням ринку, який виник на Півдні багато років тому для залізних гайок та гвинтів, що використовувалися сівалками та іншими для складання пресів для бавовни та сіна.
У 1834 році Ендрю Джексон був президентом Сполучених Штатів (усі 24), Сайрус Маккормік отримав патент на свою механічну жниварку, а Натан Р. Стедман заснував у місті Райзінг-Сан, штат Індіана, ливарний та машинобудівний завод Stedman. Натан Р. Стедман, ливарник за професією, народився в Нью-Джерсі в 1814 році. Його батько, який був солдатом у Війні за незалежність, перевіз родину до Коннектикуту, коли Натан був дитиною. Через деякий час юний Стедман переїхав до Цинциннаті, де працював на ливарному заводі.
У 1840 році компанія переїхала до Аврори, штат Індіана, на місце поблизу депо B&O. Спочатку компанія виробляла виливки для бавовноочисних машин, пресів для сіна та бавовни, лісопил, печей та різні типи виливків. У міру розвитку бізнесу компанія почала виробляти лісопильні та стаціонарні парові двигуни. Парова машина Stedman була улюбленою на Заході та Півдні, а також у різних виробників в Аврорі.

## Хронологія
1834 — У місті Райзінг-Сан, штат Індіана, засновано машинобудівну компанію Stedman Machine Company під назвою Rising Sun Ironworks.
1840 — Стедман переїжджає з міста Райзінг-Сан, штат Індіана, до міста Аврора, штат Індіана.
1861 — Стедману доручено побудувати дванадцять 6-фунтових гармат для Союзу.
1865 — Парова машина Stedman виходить на пік виробництва.
1886 — Стедман будує дезінтегратор № 1, також відомий як клітьовий млин для Oakland Pressed Brick, у Зейнсвіллі, штат Огайо.
1890 — Стедман відправляє свій перший міжнародний дезінтегратор компанії Kennedy Brick Machinery Manufacturing Co. у Ліверпулі, Англія.
1893 — Стедман зареєстровано як Stedman Foundry and Machine Works.
1894 — Компанії Stedman нагороджують 2 патенти на дезінтегратор кліткового типу.
1912 — Компанію Stedman купують Стюарт П. Сатфін, Честер А. Піблз та Перін Ленгдон, і вона переїжджає до Кокрана, штат Індіана, де вона існує й донині.
1924- — Джордж М. Стедман, онук засновника Натана Р. Стедмана та останній Стедман, який працював у Stedman Machine Company, виходить на пенсію.
1929-1940 — Під час Великої депресії Stedman підтримував розвиток економіки, виробляючи молоткові млини, дезінтегратори, змішувачі, дробарки та грохоти.
1941-1945 — Stedman виробляє сотні тонн виливків для військових потреб, включаючи кільця револьверних головок та виливки для верстатів.
1949 — Компанію Stedman купує United Engineering and Foundry Company, Піттсбург, Пенсільванія.
1966 — Stedman завершує значне розширення механічного цеху.
1968 — Материнська компанія Stedman зливається з Wean Industries, і Stedman стає Wean United Company.
1970 — Stedman будує найбільший на сьогодні клітковий млин, масивний одноклітковий млин 60-S вагою вражаючих 45 000 фунтів.
1980 — Продовження роботи ливарного заводу Stedman більше не є економічно доцільним, тому ливарні операції Stedman припиняються.
1983 — Stedman відправляє перший GrandSlam™ горизонтальний ударний вал компанії Ohio Asphaltic у Гіллсборо, штат Огайо.
1990 — Stedman купується компанією Eagle Crusher Company.
1994 — Перший горизонтальний ударний елемент MegaSlam™ відправлено до Ohio Ready Mix у Форресті, штат Огайо.
1999 — Перший вертикальний ударний елемент Stedman V-Slam™ відправлено до OMG Americas-Apex OP, Сент-Джордж, штат Юта.
2009 — Stedman святкує 175 років у бізнесі та отримує 3 патенти на вдосконалення вертикальних ударних елементів.
2010 — Stedman завершує будівництво колосального 60-тонного ударного елемента MegaSlam™ для використання в підземному вапняковому руднику.
2011 — Stedman отримує ще один патент на вдосконалення вертикальних ударних елементів.
2016 — Stedman розширює можливості випробувань та обробки даних завдяки новому об'єкту.
2017 — Stedman представляє нову лінійку продуктів, двороторний ланцюговий млин.
2018 — Stedman представляє нову лінійку продуктів, повнокільцевий молотковий млин.
2021 — Натан Паркер. Стедман введений до Зали слави кар'єрів та шахт.